# Verbivka, Dubrovîțea
Verbivka (în ucraineană Вербівка) este un sat în comuna Vîsoțk din raionul Dubrovîțea, regiunea Rivne, Ucraina.
Localitatea face parte din regiunea istorică Volânia, iar după tratatul de pace de la Riga din 1921 a devenit parte a Poloniei, după 1939 intrând în componența Uniunii Sovietice.

## Demografie
Componența lingvistică a localității Verbivka
     Ucraineană (97,19%)
     Rusă (1,5%)
     Alte limbi (0,94%)
Conform recensământului din 2001, majoritatea populației localității Verbivka era vorbitoare de ucraineană (97,19%), existând în minoritate și vorbitori de rusă (1,5%).